# Murray Day
Murray Charles Day, OBE (* 25. Juli 1931 in Hamilton; † 18. März 2022 ebenda) war ein neuseeländischer Sportfunktionär. Er war unter anderem Präsident des neuseeländischen Squashverbandes sowie der World Squash Federation.

## Leben
Day war ab 1957 verheiratet und hatte mit seiner Frau zwei Söhne. Von 1960 bis zu seinem Ruhestand 1990 arbeitete er als Wirtschaftsprüfer bei Deloitte, zuletzt als Partner. Er war Mitglied der New Zealand Army, aus der er im Range eines Captains ausschied. Auf regionaler Ebene war er auch als Spieler im Squash aktiv.

## Funktionärskarriere
Seinen ersten Funktionärsposten auf nationaler Ebene trat Day im Jahr 1969 an, als er Präsident des neuseeländischen Squashverbandes wurde, der damals unter dem Namen New Zealand Squash Rackets Association firmierte. Dieses Amt hatte er bis 1971 inne, ehe er das Amt des Verbandsdelegierten beim Weltverband, der damaligen International Squash Rackets Association, übernahm. 1971 war er zudem hauptverantwortlicher Organisator der Mannschaftsweltmeisterschaft der Herren in Palmerston North, der ersten Weltmeisterschaft im Squash auf neuseeländischem Boden. Day wurde 1975 zum zweiten Präsidenten der International Squash Rackets Association gewählt und füllte das Amt bis 1981 aus. In dieser Zeit wuchs der Verband von 12 auf 45 Mitglieder an, ein erklärtes Ziel Days. Von dessen Gründung im Jahr 1992 an bis 1995 führte er den Kontinentalverband Ozeaniens, die Oceania Squash Federation, als dessen Präsident an. Im Anschluss folgten weitere Funktionärstätigkeiten außerhalb des Squashsports, darunter elf Jahre als Vorstandsmitglied des neuseeländischen Golfverbandes.

## Auszeichnungen
Für seine Dienste im Bereich Sport und Ausbildung wurde er 1980 zum Officer des Order of the British Empire ernannt. Er ist zudem Mitglied auf Lebenszeit im neuseeländischen Squashverband (1978), im britischen Squashverband (1977) und der Oceania Squash Federation, sowie Ehrenmitglied der World Squash Federation. Im Jahr 2009 wurde er in die New Zealand Squash Hall of Fame aufgenommen.